# El Paisaje
El Paisaje är en ort i Mexiko.   Den ligger i kommunen San Cristobal De Casas och delstaten Chiapas, i den sydöstra delen av landet, 800 km öster om huvudstaden Mexico City. El Paisaje ligger 2 294 meter över havet och antalet invånare är 107.
Terrängen runt El Paisaje är kuperad åt nordost, men åt sydväst är den bergig. Runt El Paisaje är det tätbefolkat, med 459 invånare per kvadratkilometer. Närmaste större samhälle är San Cristóbal de las Casas, 6,4 km norr om El Paisaje. I omgivningarna runt El Paisaje växer i huvudsak städsegrön lövskog.